# Кёне, Эмиль
Бернхард Адальберт Эмиль Кёне (нем. Bernhard Adalbert Emil Koehne, 12 февраля 1848 — 12 октября 1918) — немецкий ботаник, гимназийский учитель и гимназийский профессор.

## Биография
Бернхард Адальберт Эмиль Кёне родился 12 февраля 1848 года.
Работал гимназийским учителем и гимназийским профессором в Берлине.
В 1893 году написал работу Deutsche Dendrologie.
Внёс значительный вклад в ботанику, описав множество видов семенных растений.
Умер в Берлине 12 октября 1918 года.

## Научная деятельность
Специализировался на семенных растениях.

## Научные работы
- Deutsche Dendrologie (Stuttgart, 1893, 601 Seiten).

## Почести
- Род растений Koehneola семейства Астровые был назван в его честь.
- Его именем названа Рябина Кёне.